# Ferrovia Aix-les-Bains - Annemasse
La ferrovia Aix-les-Bains - Annemasse è una linea ferroviaria del Réseau Ferré de France, a binario unico, elettrificata e a scartamento normale, il cui percorso si snoda tra i dipartimenti della Savoia e dell'Alta Savoia, in Francia.  Collega Aix-les-Bains e Annemasse via Annecy e La Roche-sur-Foron.

## Storia
La linea è piuttosto antica e la sua concezione risale al 1853 quando la Società Laffitte e Bixio avanzò al governo piemontese la proposta di costruzione di una ferrovia che, partendo da Modane e passando per Chambéry (frontiera di allora con la Francia) raggiungesse Ginevra; la linea avrebbe preso il nome di Strada ferrata Vittorio Emanuele e la compagnia costituita in seguito Società Vittorio Emanuele. Le prime costruzioni ferroviarie furono quindi intraprese (sotto l'impulso di Camillo Benso, conte di Cavour) con le concessioni affidate alla compagnia piemontese Vittorio Emanuele; Aix-les-Bains era stata collegata a Saint-Jean-de-Maurienne il 20 ottobre 1856, a Saint-Innocent nel 1857, e a Rhône (Chanaz) nel 1858. L'esercizio effettivo della linea tuttavia iniziò, a partire dal 1866, ad opera della Compagnie des chemins de fer de Paris à Lyon et à la Méditerranée (PLM) subentrata in seguito alla cessione della Savoia alla Francia nel 1860.

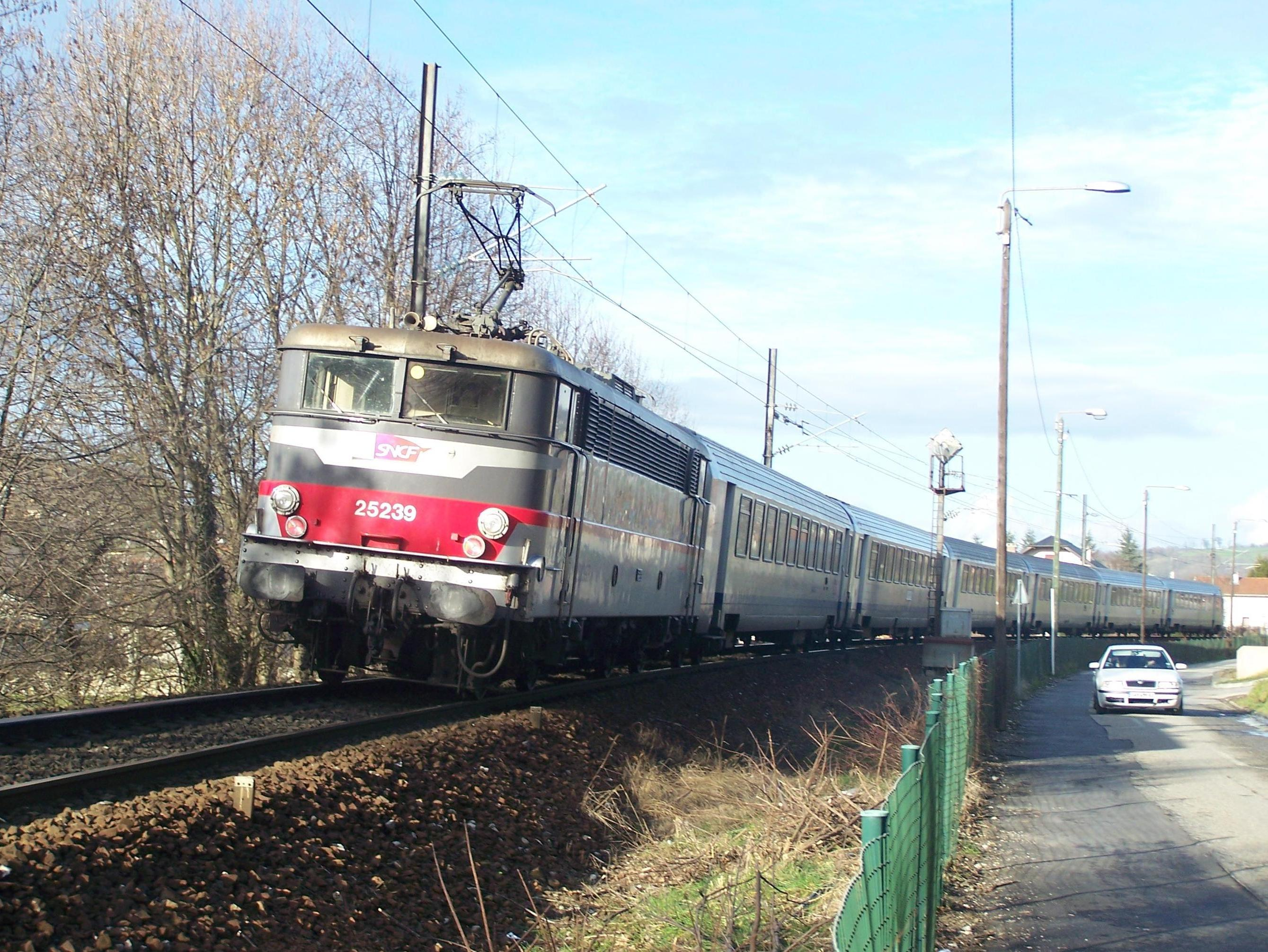
Un TER al traino della locomotiva elettrica BB 25239 in uscita da Aix-les-Bains verso Annecy

L'11 giugno 1860 anche la linea Rhône (Chanaz) - Saint-Jean-de-Maurienne venne ceduta alla PLM. Quest'ultima, il 5 luglio 1866, mise in servizio anche la tratta Aix-les-Bains - Annecy e il 16 ottobre 1871 anche la tratta Saint-Jean-de-Maurienne - nuova frontiera italiana.
Altre tratte vennero aperte dopo il 1880 come il collegamento di Collonges e Thonon-les-Bains via Annemasse e, nel 1882, la tratta Thonon-les-Bains - Évian-les-Bains. Il 10 luglio 1883 venne aperta la sezione Annemasse - La Roche-sur-Foron e il 5 giugno 1884 il tratto fino Annecy. Con quest'ultima apertura si completava l'itinerario della linea attuale.
Negli anni successivi la linea acquisiva nuovi importanti collegamenti; nel 1886 con Saint-Gingolph e la Svizzera via Evian e, nel 1888, con Ginevra, Gare des Eaux-Vives, via Annemasse.
Nel 1890 La Roche-sur-Foron veniva collegata a Cluses e nel 1898 prolungata fino a Le Fayet, tutte sotto l'esercizio della PLM.
Dal 28 settembre 1975 la linea ha visto in circolazione i turbotreni ETG tra Lione-Perrache e Annecy via Chambéry.
La linea è stata elettrificata a corrente alternata monofase a 25 kV, 50 Hz.
I progetti in corso di attuazione prevedono che entro il 2014, Annecy sarà uno dei terminali del progetto integrato ginevrino denominato CEVA con treni a cadenza oraria tra Annecy e Ginevra via La Roche-sur-Foron e Annemasse con esercizio affidato alla società franco-svizzera Transferis costituita da CFF e  SNCF.

## Percorso, stazioni e fermate

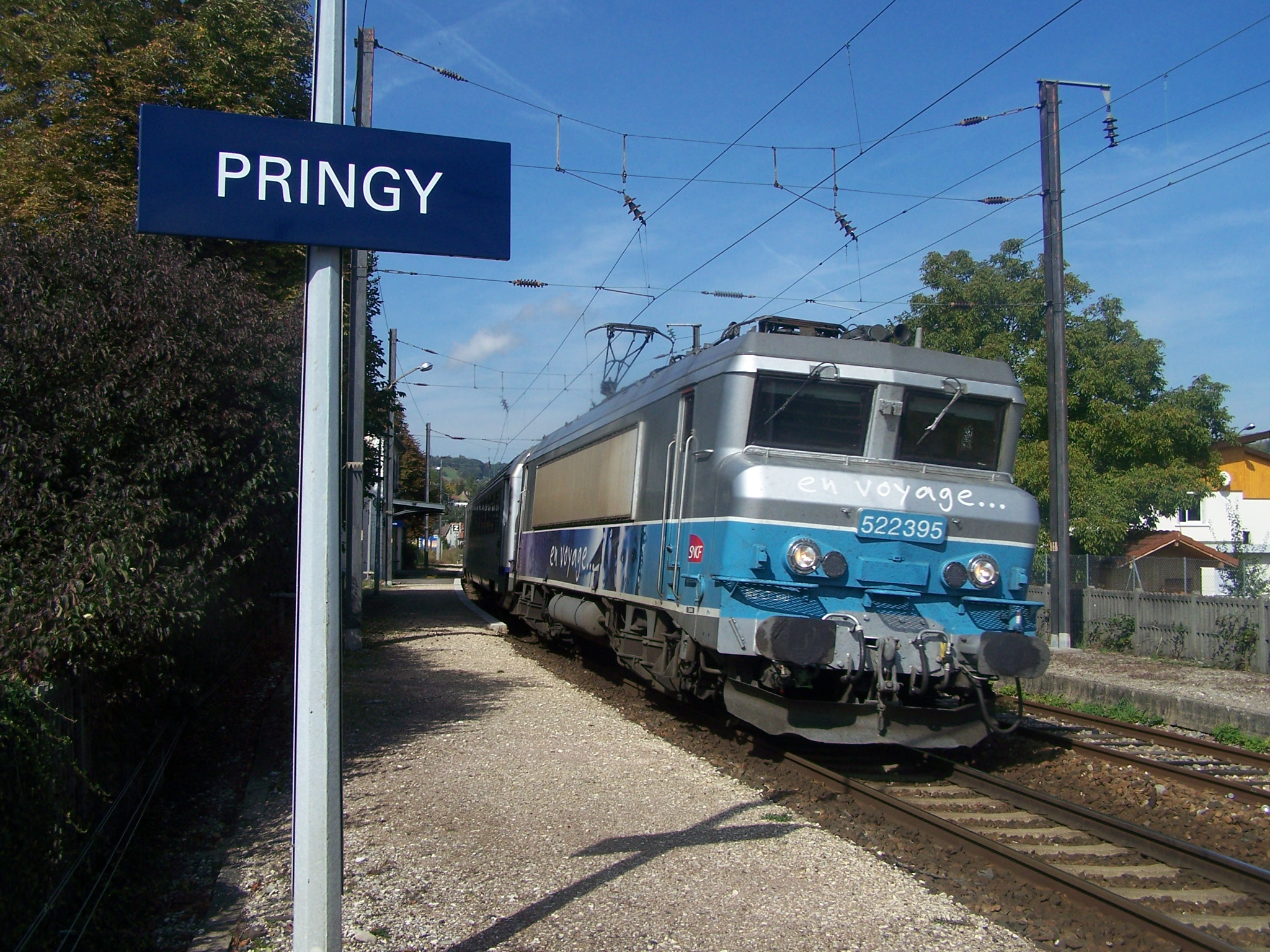
TER da Saint-Gervais in transito a Pringy

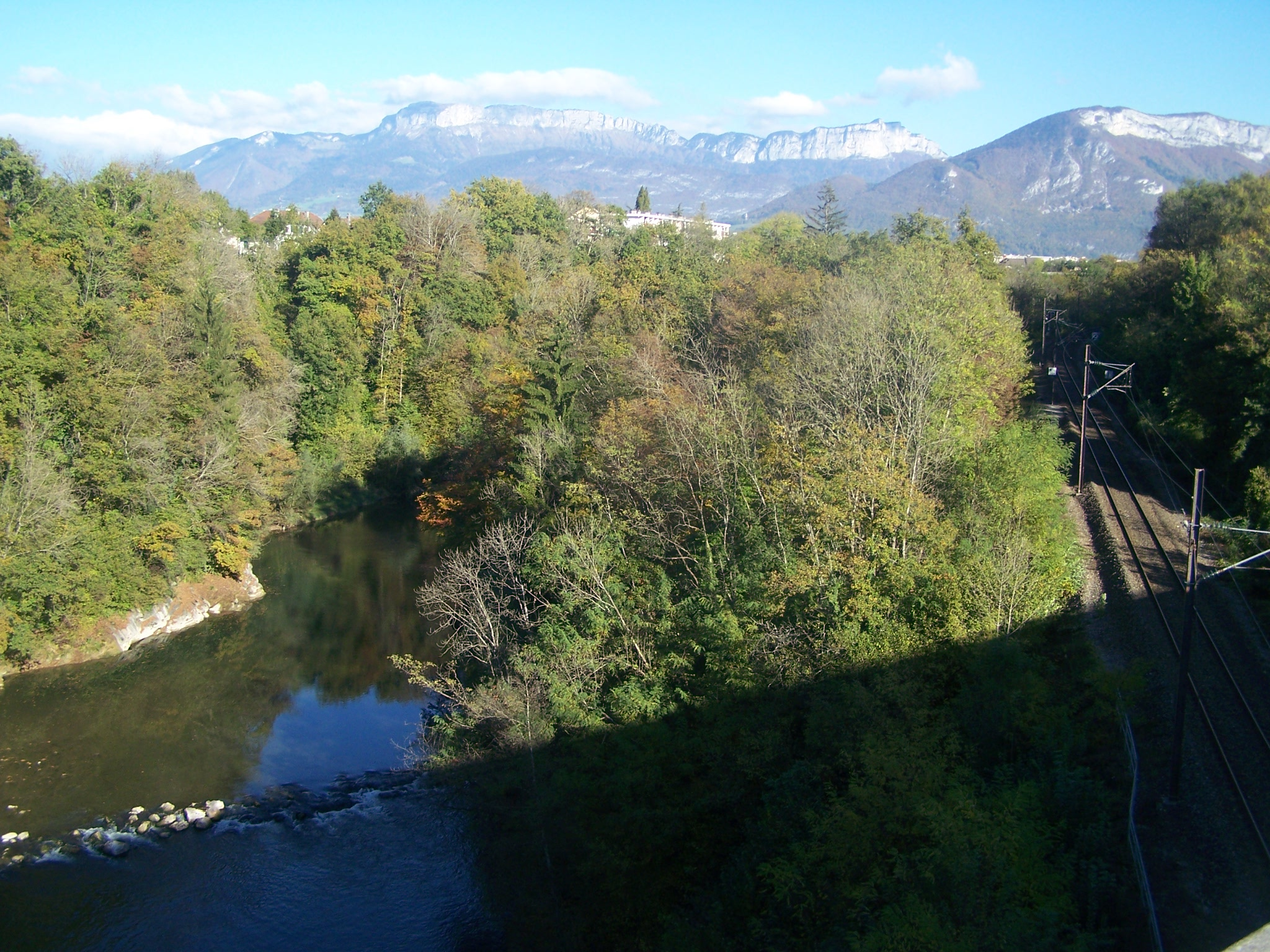
Tratto di linea lungo la Fier in prossimità di Annecy

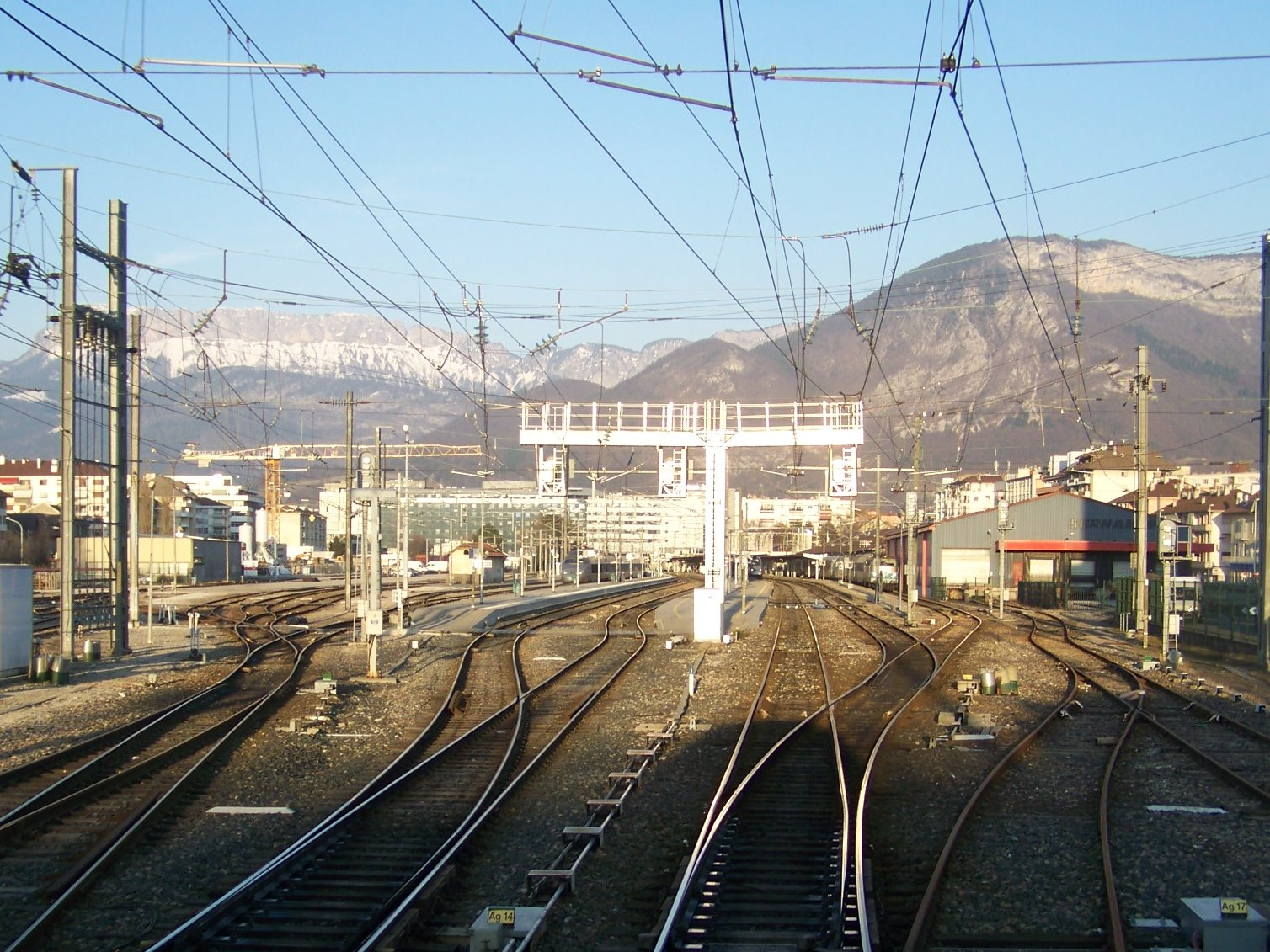
Entrata di Annecy in arrivo da Chambéry

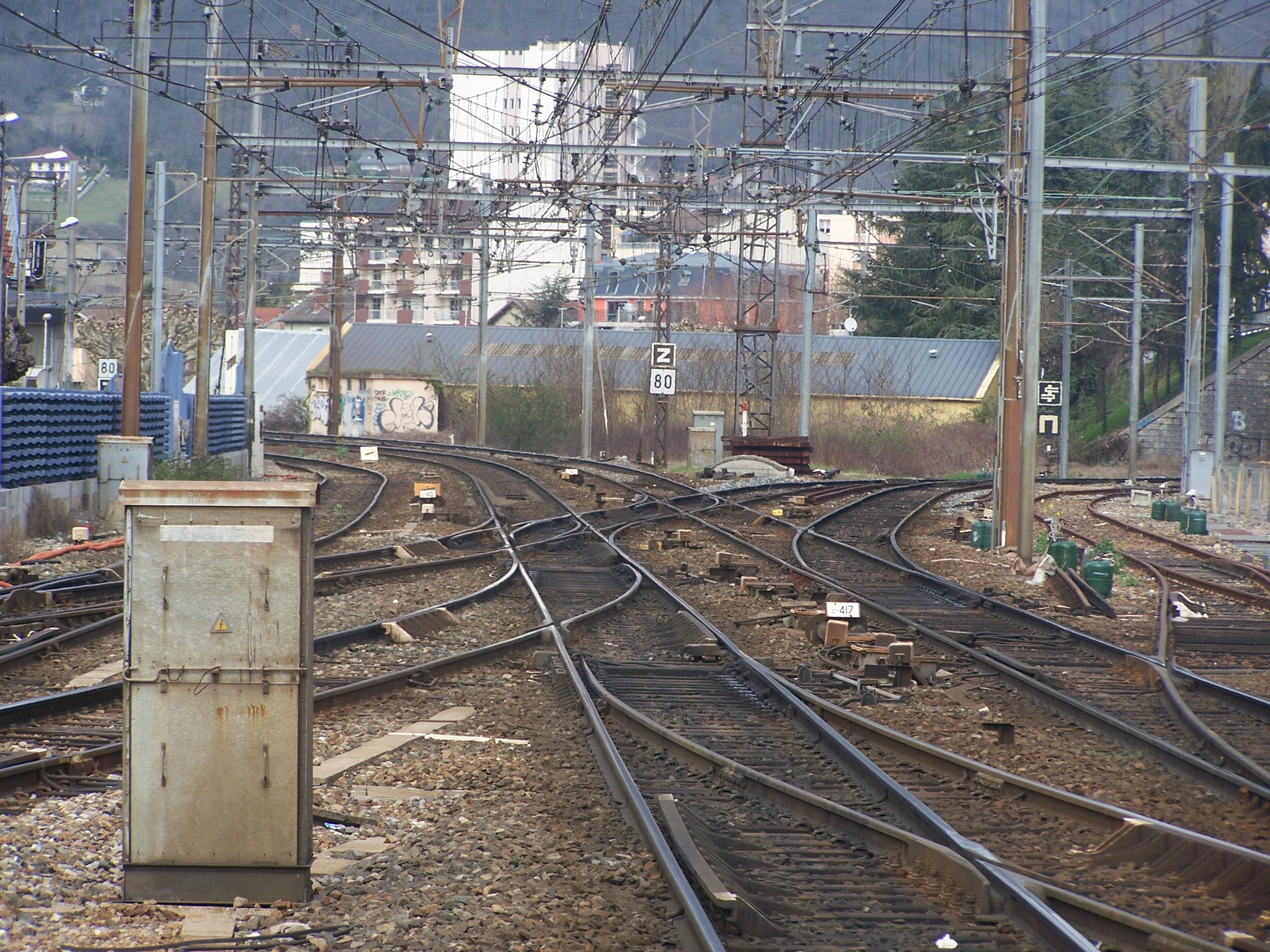
Bivio all'uscita di Aix-les-Bains: per Annecy a destra, per Culoz a sinistra

| Continuation backward |

| Station on track |

| Unknown route-map component "d" | Unknown route-map component "ABZgl" | Unknown route-map component "dCONTfq" |

| Unknown route-map component "STR+GRZq" |

| Station on track |

| Station on track |

| Station on track |

| Station on track |

| Unknown route-map component "hKRZWae" |

| Station on track |

| Unknown route-map component "hKRZWae" |

| Unknown route-map component "hSTRae" |

| Enter and exit tunnel |

| Unknown route-map component "hKRZWae" |

| Station on track |

| Enter and exit tunnel |

| Unknown route-map component "hKRZWae" |

| Unknown route-map component "SKRZ-Au" |

| Unknown route-map component "exCONTgq" | Unknown route-map component "eABZg+r" |  |

| Station on track |

| Enter and exit tunnel |

| Unknown route-map component "hKRZWae" |

| Station on track |

| Station on track |

| Station on track |

| Unknown route-map component "hSTRae" |

| Unknown route-map component "SKRZ-Au" |

| Station on track |

| Unknown route-map component "hKRZWae" |

| Station on track |

| Enter and exit tunnel |

| Unknown route-map component "hKRZWae" |

| Station on track |

| Enter and exit tunnel |

| Unknown route-map component "SKRZ-Au" |

| Unknown route-map component "hKRZWae" |

| Unknown route-map component "hSTRae" |

| Station on track |

| Unknown route-map component "dCONTgq" | Unknown route-map component "ABZg+r" | Unknown route-map component "d" |

| Unknown route-map component "hKRZWae" |

| Station on track |

| Unknown route-map component "SKRZ-Au" |

| Station on track |

| Station on track |

| Unknown route-map component "hKRZWae" |

| Station on track |

| Unknown route-map component "hKRZWae" |

| Station on track |

| Unknown route-map component "SKRZ-Ao" |

| Station on track |

| Unknown route-map component "d" | Unknown route-map component "ABZg+l" | Unknown route-map component "dCONTfq" |

| Unknown route-map component "hKRZWae" |

| Unknown route-map component "d" | Unknown route-map component "ABZg+l" | Unknown route-map component "dCONTfq" |

| Station on track |

| Continuation forward |